# Burg Loppelt
Die Burg Loppelt ist ein abgegangenes Steinhaus ostfriesischer Häuptlinge im Ortsteil Loppelt der friesischen Gemeinde Sande im niedersächsischen Landkreis Friesland.

## Geschichte
Loppelt war um 1315 ein Hafen an der Maade, der bevorzugt von Schiffen der Hansestadt Bremen angelaufen wurde. Die in Loppelt ansässigen Häuptlinge besaßen keine große Bedeutung, galten aber dennoch als so vornehm, dass 1438 Abbike to der Loppelt die Nichte Edo Wiemkens des Älteren heiraten konnte. Ihr Bedeutungsverlust kann mit der Eindeichung der Maadebucht und der folgenden Verschlammung der Maade zu tun haben, die dadurch ihre Bedeutung als Schifffahrtsweg verlor. Im 16. Jahrhundert gehörte das Steinhaus den Häuptlingen von Warnsath. Von diesen erwarb es Graf Johann VI. von Oldenburg (1540–1603). 1606 erwarben es die Freiherren von Frydag.

## Beschreibung
Die Lage an einer schließlich zum Meer führenden Wasserlauf ist typisch für die Steinhäuser der Häuptlinge. Von der Gestalt der mittelalterlichen Burg ist nichts überliefert. Nur die äußere Gräfte des doppelten Wassergrabens ist noch vorhanden. Das 1552/55 anstelle eines älteren Burggebäudes errichtete Steinhaus wurde 1792 abgebrochen. Das heutige Wohnhaus wurde auf den Fundamenten und einem Gewölbekeller des Vorgängers errichtet. Dabei wurden für die Wände die alten Backsteine im Klosterformat wiederverwendet, im rückwärtigen Giebel sind auch von diesem stammende Sandsteinbänder – sogenannte Specklagen – eingefügt.